# Бережной, Александр Николаевич
Александр Николаевич Бережной (8 декабря 1957, Ткварчели, Абхазская АССР — 23 мая 2025) — советский футболист, полузащитник. Мастер спорта СССР (1976; лишён звания в 1981 году).

## Биография
Родом из рабочей семьи — отец и мать работали в угольной промышленности. Выходец из дворового футбола, играл в городских турнирах вместе со старшим братом Валентином. Вскоре стал заниматься футболом в ДЮСШ г. Краснодон. Первый тренер — Александр Давидович Панферов. Закончил футбольное образование в луганском спортинтернате у Вячеслава Владимировича Першина.
В 1976 году зачислен в «Динамо» (Киев), где успешно играл 4 сезона.
В 1979 году, выступая в составе сборной Украинской ССР на Спартакиаде народов СССР, в матче группового турнира против сборной Таджикской ССР, получил травму колена. Однако вскоре сумел восстановиться и конец сезона провёл в основе.
Сезон 1980 года пропустил — был отчислен из «Динамо» в связи с дисциплинарными нарушениями. В 1981 принят обратно, но так и не сыграв ни матча за основу, перешёл в «Таврию». Играл за симферопольцев в течение июня-июля 1981 года, после чего был дисквалифицирован и лишён звания мастер спорта СССР, после того как попал в ДТП, в котором погибли его партнёры по команде Сергей Туник и Виктор Королёв.
В еврокубках провёл 17 игр. Игрок сборной СССР (1976—1979), 14 матчей.
Проживал в Киеве вместе с супругой Людмилой Владимировной, работал детским тренером в ДЮСШ «Звезда».

## Достижения
- Чемпион СССР: 1977. Серебряный призёр: 1976 (о), 1978. Бронзовый призёр: 1979
- Обладатель Кубка СССР: 1978
- Финалист Кубка сезона СССР 1977 года.
- В списке 33 лучших футболистов сезона: № 1 (1978), № 3 (1977)
- Бронзовый призёр Спартакиады народов СССР 1979 года
- Победитель юношеского турнира УЕФА 1976